# Modulació en fase pròpia
La modulació en fase pròpia (SPM) és un efecte òptic no lineal de la interacció llum - matèria. Un pols ultracurt de llum, quan viatja en un medi, induirà un índex de refracció variable del medi a causa de l'efecte Kerr òptic. Aquesta variació de l'índex de refracció produirà un canvi de fase en el pols, donant lloc a un canvi de l'espectre de freqüència del pols.
La modulació d'autofàsica és un efecte important en sistemes òptics que utilitzen polsos de llum curts i intensos, com ara làsers i sistemes de comunicacions de fibra òptica.
També s'ha informat de la modulació d'autofàsica per a ones sonores no lineals que es propaguen en pel·lícules primes biològiques, on la modulació de fase resulta de diferents propietats elàstiques de les pel·lícules lipídiques.

## Teoria amb no linealitat de Kerr
L'evolució al llarg de la distància z del camp elèctric equivalent passa baix A(z) obeeix a l'equació de Schrödinger no lineal que, en absència de dispersió, és:
{\displaystyle {\frac {dA(z)}{dz}}=-j\gamma \left|A(z)\right|^{2}A(z)}
amb j la unitat imaginària i γ el coeficient no lineal del medi. El terme cúbic no lineal del costat dret s'anomena efecte Kerr, i es multiplica per -j segons la notació de l'enginyer utilitzada en la definició de la transformada de Fourier.
La potència del camp elèctric és invariant al llarg de z, ja que:
{\displaystyle {\frac {d|A|^{2}}{dz}}={\frac {dA}{dz}}A^{*}+A{\frac {dA^{*}}{dz}}=0}
amb * que denota conjugació.
Com que la potència és invariant, l'efecte Kerr només es pot manifestar com una rotació de fase. En coordenades polars, amb {\displaystyle A=|A|e^{j\varphi }}, és:
{\displaystyle {\frac {d|A|e^{j\varphi }}{dz}}=\underbrace {\frac {d|A|}{dz}} _{=0}e^{j\varphi }+j|A|e^{j\varphi }{\frac {d\varphi }{dz}}=-j\gamma \left|A(z)\right|^{3}e^{j\varphi }}
tal que:
{\displaystyle {\frac {d\varphi }{dz}}=-\gamma |A|^{2}.}
Per tant, la fase φ a la coordenada z és:
{\displaystyle \varphi (z)=\varphi (0)-\underbrace {\gamma \left|A(0)\right|^{2}z} _{\mathrm {SPM} }.}
Aquesta relació posa de manifest que la SPM és induïda per la potència del camp elèctric.
En presència d'atenuació α l'equació de propagació és:
{\displaystyle {\frac {dA(z)}{dz}}=-{\frac {\alpha }{2}}A(z)-j\gamma \left|A(z)\right|^{2}A(z)}
i la solució és:
{\displaystyle A(z)=A(0)e^{-{\frac {\alpha }{2}}z}e^{-j\gamma |A(0)|^{2}L_{\mathrm {eff} }(z)}}
on {\displaystyle L_{\mathrm {eff} }(z)} s'anomena longitud efectiva i es defineix per:
{\displaystyle L_{\mathrm {eff} }(z)=\int _{0}^{z}e^{-\alpha x}\mathrm {d} x={\frac {1-e^{-\alpha z}}{\alpha }}.}
Per tant, amb l'atenuació, l'SPM no creix indefinidament al llarg de la distància en un medi homogeni, sinó que finalment es satura fins a:
{\displaystyle \lim _{z\rightarrow +\infty }\varphi (z)=\varphi (0)-\gamma |A(0)|^{2}{\frac {1}{\alpha }}.}
En presència de dispersió, l'efecte Kerr es manifesta com un canvi de fase només a distàncies curtes, depenent de la quantitat de dispersió.

## Aplicacions de SPM
La modulació d'autofàsica ha estimulat moltes aplicacions en el camp del pols ultracurt, incloent per citar-ne algunes:
- ampliació espectral[6] i supercontinu
- compressió del pols temporal[7]
- compressió de pols espectral[8]

Les propietats no lineals de la no linealitat de Kerr també han estat beneficioses per a diverses tècniques de processament de polsos òptics com ara la regeneració òptica o la conversió de longitud d'ona.